# Mary Pierce
Mary Caroline Pierce (Montréal, 15 gennaio 1975) è un'ex tennista francese.
Soprannominata The Body per via del suo fisico possente, nel corso della sua carriera si è aggiudicata 18 titoli WTA in singolare, tra cui due prove del Grande Slam: gli Australian Open 1995 e l'Open di Francia 2000. In seguito a quest'ultima vittoria, diventa la prima francese a vincere il Roland Garros, dopo Françoise Dürr che trionfò nel 1967. Pierce vanta altre quattro finali Slam: due a Parigi nel 1994 e nel 2005, una a Melbourne nel 1997 e una a New York nel 2005. Nel torneo di Wimbledon, invece, non è mai andata oltre i quarti di finale, raggiunti in due occasioni nel 1996 e nel 2005.
Ha ottenuto risultati degni di nota anche in doppio, dove si è aggiudicata l'Open di Francia 2000, raggiungendo anche la finale agli Australian Open nello stesso anno in coppia con Martina Hingis. Vanta un titolo Slam nel doppio misto, ovvero Wimbledon 2005 vinto con il collega Mahesh Bhupathi.
Ha partecipato numerose volte alle WTA Finals, riuscendo a disputare la finale nel 1997 e nel 2005, ma senza successo. Nel suo palmarès sono presenti anche due Fed Cup vinte rispettivamene nel 1997 e nel 2003: uniche due vittorie della Francia, fino all'edizione 2019.
Per quanto riguarda la classifica, in entrambe le specialità ha raggiunto la terza posizione mondiale: il 30 gennaio 1995 in singolo (posizione poi eguagliata più volte), mentre il 10 luglio 2000 in doppio.
Vanta vittorie su tenniste del calibro di: Steffi Graf, Lindsay Davenport, Martina Hingis, Venus Williams, Serena Williams, Monica Seles, Jennifer Capriati, Amélie Mauresmo, Conchita Martínez, Anastasija Myskina, Jana Novotná, Gabriela Sabatini, Martina Navrátilová, Marija Šarapova, Arantxa Sánchez Vicario, Justine Henin, Elena Dement'eva.

## Biografia
Nata in Canada, possiede la cittadinanza statunitense per via del padre e quella canadese per diritto di nascita. Si è allenata per tutta la sua carriera negli Stati Uniti, scegliendo di rappresentare la Francia, paese d'origine della madre, a livello internazionale. Parla fluentemente inglese e francese.
Mary Pierce è stata fidanzata con Roberto Alomar nel 1999, e in seguito con David Emmanuel Ades.
La tennista è diventata famosa per il difficile rapporto con il padre, il quale si è guadagnato l'immagine di genitore abusivo all'inizio della carriera di Mary. Ciò l'ha portata ad assumere due guardie del corpo per assicurarsi che l'uomo rispettasse le distanze. I due si sono riconciliati dopo il ritiro di Mary. L'uomo è morto nel 2017, a 81 anni.
Poco prima della vittoria dell'Open di Francia 2000, dichiarò di «essere rinata dopo aver donato la vita a Gesù». La Pierce considera l'amicizia con Linda Wild come il simbolo di tale rinascita spirituale.
Nel 2019 viene inserita nella International Tennis Hall of Fame insieme agli ex colleghi Li Na e Evgenij Kafel'nikov.

## Carriera

### Anni 90: titolo a Melbourne ebest ranking
A 14 anni e 2 mesi, fa il suo debutto nel torneo di Hilton Head, diventando la tennista debuttante più giovane. Tuttavia, il record verrà battuto da Jennifer Capriati un anno più tardi (1990), tennista alla quale la Pierce sarà spesso paragonata. Rapidamente, il suo servizio divenne uno dei più temibili del circuito femminile. Il suo primo titolo WTA in carriera, arriva nel 1991 quando a Palermo si aggiudica il match finale contro Sandra Cecchini.
Nel 1993 chiede un ulteriore ordine restrittivo nei confronti del padre, il quale era diventato piuttosto offensivo verbalmente nei confronti delle altre tenniste e della stessa Pierce. Successivamente, viene bandito da tutti i tornei che prevedevano la partecipazione di sua figlia. Terminata la collaborazione con il padre, Nick Bollettieri diventa il suo coach, dopo aver frequentato la sua accademia nel 1988. Suo fratello David è stato suo allenatore fino alla fine della sua carriera tennistica, mentre Aguero viene considerato come l'artefice dei suoi successi iniziali, poiché le ha concesso di allenarsi gratuitamente.
Nel 1994 Pierce raggiunge, con grande stupore, la sua prima finale Slam all'Open di Francia. Nella corsa al titolo, la francese ha concesso alle avversarie solamente dieci games, superando l'allora numero uno del mondo Steffi Graf (6-2 6-2) in semifinale. Nell'ultimo atto però è stata sconfitta da Arantxa Sánchez Vicario con un perentorio 4-6 4-6.
Nonostante ciò, il primo titolo Slam non tarda ad arrivare, in quanto un anno dopo a Melbourne si vendica di Sánchez Vicario in due comodi sets. Agli Australian Open 1995 concede solo 30 games e diventa la prima nativa canadese ad aggiudicarsi uno Slam, mantenendo il record fino al 2019, anno del trionfo di Bianca Andreescu agli US Open. Sempre nello stesso anno, raggiunge il suo miglior piazzamento in carriera: si issa alla terza posizione della classifica mondiale. A fine anno si sbarazza nuovamente di Sánchez Vicario, stavolta nella finale Tier II di Tokyo.
Il 1996 rappresenta per Mary un anno di cambiamenti. Infatti, la collaborazione tra lei e Bollettieri finisce dopo la mancata difesa del titolo degli Australian Open. Nel corso della stagione, raggiunge la finale ad Amelia Island, la semifinale a Florida e ad Amburgo, risultati non sufficienti per una tennista del suo calibro. A Wimbledon supera per la prima volta in carriera la prima settimana del torneo, venendo poi fermata nei quarti di finale. Il resto della stagione è priva di successi.
Nel 1997 ritorna in finale agli Australian Open, dove perde contro la rivelazione del tennis femminile Martina Hingis. Raggiunge la prima finale del Masters femminile in carriera, ma senza trionfare per merito di Jana Novotná. Nonostante i risultati in singolare scarseggino (tolta la vittoria a Roma contro Sánchez Vicario), vince la Fed Cup con la Francia. Al termine della stagione, riceve il premio "Comeback Player of the Year", in seguito al balzo di 14 posizioni in classifica: dalla nº 21, occupata all'inizio dell'anno, alla nº 7, raggiunta a fine anno.
Nel 1998 si aggiudica quattro titoli WTA: Parigi (estromettendo in semifinale la numero tre del mondo Jana Novotná), Ponte Vedra Beach (superando le Top 10 Iva Majoli, Lindsay Davenport e Conchita Martínez), Mosca (eliminando Venus Williams e Monica Seles) e Lussemburgo (usufruendo del ritiro sul punteggio di 6-0 2-0 di Silvia Farina Elia); ha raggiunto la finale anche a San Diego, dopo le vittorie su Venus Williams e Martina Hingis, subendo la vendetta di Davenport nell'ultimo atto.
Nel 1999 apre la stagione con la sconfitta in rimonta in finale nel torneo Gold Coast australiano: Patty Schnyder si impone con il punteggio di 4-6 7–6(5) 6-2. Seguono le finali in aprile ad Amburgo e a maggio a Roma, nelle quali cede nettamente a Venus Williams. Perde un'altra finale a Stoccarda, ma senza successo: stavolta, è Martina Hingis la vincitrice. Nel corso del torneo si è imposta sulla Top 10 Barbara Schett. Riesce ad aggiudicarsi il primo titolo della stagione a Linz ai danni della connazionale Sandrine Testud.

### Anni 2000: titolo a Parigi, finale agli US Open e ritiro
Nel 2000 arriva il suo secondo titolo del Grande Slam agli Open di Francia, avendo la meglio su Conchita Martínez ed estromettendo nei quarti di finale Monica Seles e Martina Hingis, numero uno del mondo, in semifinale. In seguito a ciò, riporta il Roland Garros in Francia per la prima volta dopo il trionfo di Françoise Dürr nel 1967. Trionfa anche nel doppio in coppia con Martina Hingis, duo che aveva già raggiunto la finale agli Australian Open 2000. Oltre allo Slam parigino, si aggiudica la Family Circle Cup contro Arantxa Sánchez Vicario, mentre in semifinale si era imposta nuovamente su Monica Seles.Termina la stagione precocemente con un ritiro nel quarto turno agli US Open contro Anke Huber.
La carriera di Pierce subisce una battuta d'arresto negli anni 2001-2003. Il triennio è privo di successi, tant'è che la francese crolla fino alla Top 300 nell'aprile 2002. Dopo un brutto inizio del 2001, si ritira dalle competizioni per il resto della stagione dopo la sconfitta all'esordio contro la peggio classificata Iroda Tuljaganova nel torneo di Strasburgo a maggio. Nel 2002, il miglior risultato della stagione sono i quarti di finale raggiunti al Roland Garros, dove viene annichilita da Serena Williams. Successivamente, conclude l'annata con l'uscita di scena al primo turno agli US Open per mano di Paola Suárez. Nel 2003 il miglior risultato è la semifinale di Stoccarda e al Bell Challenge, dove cede in due sets (subendo anche un bagel) contro Kim Clijsters, numero uno del mondo, e contro Milagros Sequera. Inoltre, contribuisce alla vittoria della seconda Fed Cup della Francia, sconfiggendo gli USA in finale.
Inizia la stagione 2004 a Parigi, dove raggiunge la finale senza perdere un set: qui incontra Kim Clijsters, che le infligge un sonoro 2-6 1-6. Arriva agli Open di Francia senza particolari successi. Nello Slam raggiunge il terzo turno, arrendendosi a Venus Williams. Dopo quattro anni di digiuno, torna a sollevare un trofeo all'Ordina Open in Olanda, sbarazzandosi di Klára Koukalová in finale per 7–6(6) 6-2. Rappresenta la Francia alle Olimpiadi, bissando successi contro Anabel Medina Garrigues, Nadia Petrova (nº 14 WTA) e Venus Williams (nº 12 WTA). In seguito, nei quarti di finale viene sconfitta con un doppio 4-6 dalla nuova numero uno del mondo, Justine Henin. Successivamente, dopo essersi imposta in rimonta su Marija Šarapova, fresca campionessa di Wimbledon, viene sconfitta in due parziali da Svetlana Kuznecova nel quarto turno.
Il 2005 è da considerare come una delle migliori stagioni della Pierce. Partita come ventinovesima tennista del mondo, ha concluso l'annata al quinto posto del ranking. La sua scalata nella classifica è stata resa possibile, tra gli altri risultati, per la terza finale Slam in carriera: l'Open di Francia. Dopo un inizio non roseo, raggiunge i quarti di finale nel Premier Mandatory Indian Wells Open, dove viene sconfitta da Marija Šarapova. In seguito a numerose sconfitte precoci, si presenta a Parigi come testa di serie nº 21. Qui, si impone in ordine su: Vera Duševina per 6-2 7-5; Jelena Kostanić Tošić per 6-1 6-0; Vera Zvonarëva, nº 11 WTA, per 7–6(2) 7-5; Patty Schnyder, nº 10 WTA, per 6-1 1-6 6-4; Lindsay Davenport, nº 1 WTA, per 6-3 6-2 ed Elena Lichovceva per 6-1 6-1. In finale, viene annichilita da Justine Henin, la quale le lascia appena due games. Ritorna in campo a Wimbledon e qui, per la prima volta in carriera, va oltre la prima settimana del torneo: si impone su Lucie Šafářová, Julia Vakulenko, Ana Ivanović e Flavia Pennetta, prima di perdere contro Venus Williams per 0-6 6(10)–7. Si aggiudica il primo titolo dell'anno all'Acura Classic, dove supera nell'ultimo atto Ai Sugiyama. Il suo ottimo stato di forma viene confermato dalla seconda finale Slam stagionale agli US Open. Nel corso dello Slam ha la meglio su: Mara Santangelo, Katarina Srebotnik, Jelena Janković, Justine Henin (nº 7 WTA), Amélie Mauresmo (nº 3 WTA) ed Elena Dement'eva (nº 6 WTA). In finale, viene impossibilitata da Kim Clijsters (nº 4 WTA) a trionfare. A termine del torneo, sale al sesto posto della classifica, rientrando dopo quattro anni nella Top 10. A ottobre, con la vittoria su Francesca Schiavone, si aggiudica il titolo di Mosca. Grazie agli ottimi risultati, partecipa al Masters di fine anno. Inserita nel gruppo con Elena Dement'eva, Amélie Mauresmo e Kim Clijsters, si aggiudica tutti e tre i match. In semifinale, si impone sulla numero uno del ranking Lindsay Davenport, mentre in finale subisce la vendetta di Mauresmo.
Nel 2006 disputa la finale a Parigi, ma senza successo, poiché viene sconfitta ancora una volta da Mauresmo. Ritorna in campo sei mesi dopo, all'Aucra Classic dove non va oltre i quarti di finale, perdendo nettamente contro Marija Šarapova, mentre agli US Open esce di scena nel terzo turno per mano di Li Na. Seguono le sconfitte al primo turno a Lussemburgo, Stoccarda e Zurigo. Prende parte al torneo di Linz, riuscendo a vincere una partita ai danni di Ai Sugiyama, ma è nel secondo turno contro Vera Zvonarëva che si infortuna: la Pierce era avanti di 6-4 6-5 (aveva avuto anche tre match points) quando si rompe il legamento crociato anteriore del ginocchio sinistro. Operata d'urgenza nel mese di dicembre, non ha disputato alcun match nel 2007, promettendo di tornare in campo l'anno seguente. Tuttavia, non è mai tornata a giocare dichiarando, però, che non era ancora pronta a ritirarsi. Gli organizzatori dell'Open di Francia 2007 hanno tenuto la cerimonia "Alleé Mary Pierce" in suo onore; in seguito, la tennista ha preso parte alla cerimonia post-partita della finale femminile.
Nel 2008 viene inserita nella squadra olimpica francese, ma Pierce si ritirerà il 21 luglio per un infortunio.

## Curiosità
Pierce, Caroline Wozniacki, Ana Ivanović e Jeļena Ostapenko sono le uniche tenniste campionesse Slam uscite all'esordio nel torneo del Grande Slam vinto. La Pierce, vincitrice degli Australian Open 1995, esce all'esordio a Melbourne nel 2002 per mano di Jill Craybas, complice anche il ritiro della francese nel corso del match: questo è stato il primo caso nell'Era Open femminile. Successivamente, dopo essersi aggiudicata l'Open di Francia 2000, viene sconfitta nel primo turno nel 2003.

## Statistiche

### Singolare

#### Vittorie (18)
| Legenda: Prima del 2009 |
| ----------------------- |
| Grande Slam (2)         |
| Ori Olimpici (0)        |
| WTA Championships (0)   |
| Tier I (5)              |
| Tier II (5)             |
| Tier III (2)            |
| Tier IV (3)             |
| Tier V (1)              |

| N.  | Data              | Torneo                                           | Superficie    | Avversaria in finale    | Punteggio        |
| 1.  | 8 luglio 1991     | Internazionali Femminili di Palermo, Palermo     | Terra rossa   | Sandra Cecchini         | 6–0, 6–3         |
| 2.  | 17 febbraio 1992  | Cesena Championship, Cesena                      | Sintetico (I) | Catherine Tanvier       | 6–1, 6–1         |
| 3.  | 6 luglio 1992     | Internazionali Femminili di Palermo, Palermo (2) | Terra rossa   | Brenda Schultz          | 6–1, 6(3)–7, 6–1 |
| 4.  | 26 ottobre 1992   | Puerto Rico Open, San Juan                       | Cemento       | Gigi Fernández          | 6–1, 7–5         |
| 5.  | 11 ottobre 1993   | Porsche Tennis Grand Prix, Filderstadt           | Cemento (I)   | Nataša Zvereva          | 6–3, 6–3         |
| 6.  | 16 gennaio 1995   | Australian Open, Melbourne                       | Cemento       | Arantxa Sánchez Vicario | 6–3, 6–2         |
| 7.  | 18 settembre 1995 | Nichirei International Championships, Tokyo      | Cemento       | Arantxa Sánchez Vicario | 6–3, 6–3         |
| 8.  | 5 maggio 1997     | Internazionali d'Italia, Roma                    | Terra rossa   | Conchita Martínez       | 6–4, 6–0         |
| 9.  | 9 febbraio 1998   | Open GDF Suez, Parigi                            | Sintetico (I) | Dominique Van Roost     | 6–3, 7–5         |
| 10. | 6 aprile 1998     | MPS Group Championships, Amelia Island           | Terra verde   | Conchita Martínez       | 6(8)–7, 6–0, 6–2 |
| 11. | 19 ottobre 1998   | Kremlin Cup, Mosca                               | Sintetico (I) | Monica Seles            | 7–6(2), 6–3      |
| 12. | 26 ottobre 1998   | BGL Luxembourg Open, Lussemburgo                 | Sintetico (I) | Silvia Farina           | 6–0, 2–0 rit.    |
| 13. | 25 ottobre 1999   | Generali Ladies Linz, Linz                       | Sintetico (I) | Sandrine Testud         | 7–6(2), 6–1      |
| 14. | 17 aprile 2000    | Family Circle Cup, Hilton Head Island            | Terra verde   | Arantxa Sánchez Vicario | 6–1, 6–0         |
| 15. | 29 maggio 2000    | Open di Francia, Parigi                          | Terra battuta | Conchita Martínez       | 6–2, 7–5         |
| 16. | 14 giugno 2004    | Ordina Open, 's-Hertogenbosch                    | Erba          | Klára Koukalová         | 7–6(6), 6–2      |
| 17. | 1º agosto 2005    | Southern California Open, San Diego              | Cemento       | Ai Sugiyama             | 6–0, 6–3         |
| 18. | 10 ottobre 2005   | Kremlin Cup, Mosca (2)                           | Sintetico (I) | Francesca Schiavone     | 6–4, 6–3         |

#### Sconfitte (23)
| Legenda: Prima del 2009 |
| ----------------------- |
| Grande Slam (4)         |
| Ori Olimpici (0)        |
| WTA Championships (2)   |
| Tier I (4)              |
| Tier II (11)            |
| Tier III (1)            |
| Tier IV&V (1)           |

| N.  | Data              | Torneo                                         | Superficie    | Avversaria in finale    | Punteggio        |
| 1.  | 5 luglio 1993     | Internazionali Femminili di Palermo, Palermo   | Terra rossa   | Radka Bobková           | 3–6, 2–6         |
| 2.  | 21 marzo 1994     | Virginia Slims of Houston, Houston             | Cemento       | Sabine Hack             | 5–7, 4–6         |
| 3.  | 23 maggio 1994    | Open di Francia, Parigi                        | Terra battuta | Arantxa Sánchez Vicario | 4–6, 4–6         |
| 4.  | 26 settembre 1994 | Sparkassen Cup, Lipsia                         | Sintetico     | Jana Novotná            | 5–7, 1–6         |
| 5.  | 10 ottobre 1994   | Porsche Tennis Grand Prix, Filderstadt         | Cemento       | Anke Huber              | 4–6, 2–6         |
| 6.  | 7 novembre 1994   | Advanta Championships Philadelphia, Filadelfia | Sintetico     | Anke Huber              | 0–6, 7–6(4), 5–7 |
| 7.  | 13 febbraio 1995  | Open GDF Suez, Parigi                          | Cemento       | Steffi Graf             | 2–6, 2–6         |
| 8.  | 2 ottobre 1995    | Open di Zurigo, Zurigo                         | Sintetico     | Iva Majoli              | 4–6, 4–6         |
| 9.  | 8 aprile 1996     | MPS Group Championships, Ponte Vedra Beach     | Terra rossa   | Irina Spîrlea           | 7–6(7), 4–6, 3–6 |
| 10. | 13 gennaio 1997   | Australian Open, Melbourne                     | Cemento       | Martina Hingis          | 2–6, 2–6         |
| 11. | 7 aprile 1997     | MPS Group Championships, Ponte Vedra Beach     | Terra verde   | Lindsay Davenport       | 2–6, 3–6         |
| 12. | 5 maggio 1997     | WTA German Open, Berlino                       | Terra rossa   | Mary Joe Fernández      | 4–6, 2–6         |
| 13. | 17 novembre 1997  | WTA Finals, New York                           | Sintetico     | Jana Novotná            | 6(4)–7, 2–6, 3–6 |
| 14. | 3 agosto 1998     | Southern California Open, San Diego            | Cemento       | Lindsay Davenport       | 3–6, 1–6         |
| 15. | 4 gennaio 1999    | Brisbane International, Brisbane               | Cemento       | Patty Schnyder          | 6–4, 6(5)–7, 2–6 |
| 16. | 26 aprile 1999    | Betty Barclay Cup, Amburgo                     | Terra rossa   | Venus Williams          | 0–6, 3–6         |
| 17. | 3 maggio 1999     | Internazionali d'Italia, Roma                  | Terra rossa   | Venus Williams          | 4–6, 2–6         |
| 18. | 4 ottobre 1999    | Porsche Tennis Grand Prix, Filderstadt         | Terra rossa   | Martina Hingis          | 4–6, 1–6         |
| 19. | 9 febbraio 2004   | Open GDF Suez, Parigi                          | Terra rossa   | Kim Clijsters           | 2–6, 1–6         |
| 20. | 23 maggio 2005    | Open di Francia, Parigi                        | Terra battuta | Justine Henin           | 1–6, 1–6         |
| 21. | 29 agosto 2005    | US Open, New York                              | Cemento       | Kim Clijsters           | 3–6, 1–6         |
| 22. | 7 novembre 2005   | WTA Finals, Los Angeles                        | Cemento       | Amélie Mauresmo         | 7–5, 6(3)–7, 4–6 |
| 23. | 6 febbraio 2006   | Open GDF Suez, Parigi                          | Terra rossa   | Amélie Mauresmo         | 1–6, 6(2)–7      |

### Doppio

#### Vittorie (10)
| Legenda: Prima del 2009 |
| ----------------------- |
| Grande Slam (1)         |
| Ori Olimpici (0)        |
| WTA Championships (0)   |
| Tier I (3)              |
| Tier II (5)             |
| Tier III (0)            |
| Tier IV&V (1)           |

| N.  | Data              | Torneo                                       | Superficie    | Compagna       | Avversarie in finale                   | Punteggio           |
| 1.  | 8 luglio 1991     | Internazionali Femminili di Palermo, Palermo | Terra rossa   | Petra Langrová | Laura Garrone Mercedes Paz             | 6–3, 6(5)–7, 6–3    |
| 2.  | 16 September 1996 | Nichirei International Championships, Tokyo  | Cemento       | Amanda Coetzer | Park Sung-hee Wang Shi-ting            | 6–1, 7–6(5)         |
| 3.  | 28 aprile 1997    | Betty Barclay Cup, Amburgo                   | Terra rossa   | Anke Huber     | Ruxandra Dragomir Iva Majoli           | 2–6, 7–6(1), 6–2    |
| 4.  | 6 aprile 1998     | MPS Group Championships, Amelia Island       | Terra verde   | Sandra Cacic   | Barbara Schett Patty Schnyder          | 7–6(5), 4–6, 7–6(5) |
| 5.  | 19 ottobre 1998   | Kremlin Cup, Mosca                           | Sintetico (I) | Nataša Zvereva | Lisa Raymond Rennae Stubbs             | 6–3, 6–4            |
| 6.  | 16 agosto 1999    | Rogers Cup, Toronto                          | Cemento       | Jana Novotná   | Larisa Neiland Arantxa Sánchez Vicario | 6–3, 2–6, 6–3       |
| 7.  | 1º novembre 1999  | Sparkassen Cup, Lipsia                       | Sintetico (I) | Larisa Neiland | Elena Lichovceva Ai Sugiyama           | 6–4, 6–3            |
| 8.  | 31 gennaio 2000   | Toray Pan Pacific Open, Tokyo                | Sintetico (I) | Martina Hingis | Alexandra Fusai Nathalie Tauziat       | 6–4, 6–1            |
| 9.  | 29 maggio 2000    | Open di Francia, Parigi                      | Terra battuta | Martina Hingis | Virginia Ruano Pascual Paola Suárez    | 6–2, 6–4            |
| 10. | 4 agosto 2003     | LA Women's Tennis Championships, Los Angeles | Cemento       | Rennae Stubbs  | Elena Bovina Els Callens               | 6–3, 6–3            |

#### Sconfitte (6)
| Legenda: Prima del 2009 |
| ----------------------- |
| Grande Slam (1)         |
| Ori Olimpici (0)        |
| WTA Championships (0)   |
| Tier I (0)              |
| Tier II (3)             |
| Tier III (1)            |
| Tier IV&V (1)           |

| N. | Data             | Torneo                                               | Superficie  | Compagna          | Avversarie in finale                | Punteggio     |
| 1. | 26 novembre 1990 | Brasil Open, San Paolo                               | Terra rossa | Luanne Spadea     | Bettina Fulco Eva Švíglerová        | 5–7, 4–6      |
| 2. | 11 novembre 1992 | Advanta Championships of Philadelphia, Filadelfia    | Sintetico   | Conchita Martínez | Gigi Fernández Nataša Zvereva       | 1–6, 3–6      |
| 3. | 14 febbraio 1994 | Open GDF Suez, Parigi                                | Sintetico   | Andrea Temesvári  | Sabine Appelmans Laurence Courtois  | 4–6, 4–6      |
| 4. | 10 gennaio 2000  | Sydney International, Sydney                         | Cemento     | Martina Hingis    | Julie Halard-Decugis Ai Sugiyama    | 0–6, 3–6      |
| 5. | 17 gennaio 2000  | Australian Open, Melbourne                           | Cemento     | Martina Hingis    | Lisa Raymond Rennae Stubbs          | 4–6, 7–5, 4–6 |
| 6. | 16 giugno 2003   | Rosmalen Grass Court Championships, 's-Hertogenbosch | Cemento     | Nadia Petrova     | Elena Dement'eva Lina Krasnoruckaja | 6–2, 3–6, 4–6 |

## Risultati in progressione
| Sigla | Risultato               |
| ----- | ----------------------- |
| V     | Vincitore               |
| F     | Finalista               |
| SF    | Semifinalista           |
| O     | Oro olimpico            |
| A     | Argento olimpico        |
| SF    | Bronzo olimpico         |
| QF    | Quarti di Finale        |
| 4T    | Quarto turno            |
| 3T    | Terzo turno             |
| 2T    | Secondo turno           |
| 1T    | Primo turno             |
| RR    | Round Robin             |
| LQ    | Turno di qualificazione |
| A     | Assente                 |
| ND    | Non disputato           |

| Legenda superfici    |
| -------------------- |
| Cemento              |
| Terra battuta        |
| Erba                 |
| Superficie variabile |

### Singolare
| Grande Slam          |                 |                 |                 |            |            |            |                          |                          |                          |                          |                          |                          |                          |                          |                          |                          |                          |           |           |         |
| Australian Open      | A               | A               | A               | QF         | 4T         | V          | 2T                       | F                        | QF                       | QF                       | 4T                       | 3T                       | 1T                       | 2T                       | A                        | 1T                       | 2T                       | 1 / 13    | 36-12     |         |
| Open di Francia      | 2T              | 3T              | 4T              | 4T         | F          | 4T         | 3T                       | 4T                       | 2T                       | 2T                       | V                        | A                        | QF                       | 1T                       | 3T                       | F                        | A                        | 1 / 15    | 44-14     |         |
| Wimbledon            | A               | A               | A               | A          | A          | 2T         | QF                       | 4T                       | 1T                       | 4T                       | 2T                       | A                        | 3T                       | 4T                       | 1T                       | QF                       | A                        | 0 / 10    | 21-10     |         |
| US Open              | A               | 3T              | 4T              | 4T         | QF         | 3T         | A                        | 4T                       | 4T                       | QF                       | 4T                       | A                        | 1T                       | 4T                       | 4T                       | F                        | 3T                       | 0 / 14    | 41-14     |         |
| Vittorie-Sconfitte   | 1-1             | 4-2             | 6-2             | 10-3       | 13-3       | 13-3       | 7-3                      | 15-4                     | 8-4                      | 12-4                     | 14-3                     | 2-1                      | 6-4                      | 7-4                      | 5-3                      | 16-4                     | 3-2                      | 2 / 52    | 142-50    |         |
| Tornei di fine anno  |                 |                 |                 |            |            |            |                          |                          |                          |                          |                          |                          |                          |                          |                          |                          |                          |           |           |         |
| WTA Finals           | Non qualificata | Non qualificata | Non qualificata | SF         | SF         | 1T         | A                        | F                        | QF                       | QF                       | Non qualificata          | Non qualificata          | Non qualificata          | Non qualificata          | Non qualificata          | F                        | A                        | 0 / 7     | 13-7      |         |
| Tier I               |                 |                 |                 |            |            |            |                          |                          |                          |                          |                          |                          |                          |                          |                          |                          |                          |           |           |         |
| Tokyo                | Non Tier I      | Non Tier I      | Non Tier I      | 1T         | A          | QF         | A                        | A                        | A                        | A                        | 2T                       | A                        | A                        | 1T                       | A                        | A                        | A                        | 0 / 4     | 2-4       |         |
| Indian Wells         | Non Tier I      | Non Tier I      | Non Tier I      | Non Tier I | Non Tier I | Non Tier I | Non Tier I               | A                        | A                        | QF                       | SF                       | A                        | A                        | A                        | A                        | QF                       | A                        | 0 / 3     | 9-3       |         |
| Miami                | A               | A               | 4T              | 3T         | A          | A          | A                        | A                        | A                        | 3T                       | 2T                       | A                        | A                        | A                        | A                        | A                        | A                        | 0 / 4     | 6-4       |         |
| Charleston           | A               | A               | A               | A          | SF         | A          | 2T                       | A                        | 2T                       | A                        | V                        | 3T                       | 3T                       | QF                       | 1T                       | 2T                       | A                        | 1 / 9     | 16-8      |         |
| Berlino              | A               | A               | A               | A          | 3T         | QF         | 3T                       | F                        | 2T                       | A                        | A                        | A                        | 2T                       | 1T                       | 1T                       | 3T                       | A                        | 0 / 9     | 12-9      |         |
| Roma                 | A               | A               | 2T              | 3T         | 3T         | SF         | A                        | V                        | 3T                       | F                        | 3T                       | 1T                       | 3T                       | A                        | 2T                       | 3T                       | A                        | 1 / 12    | 23-11     |         |
| San Diego            | Non Tier I      | Non Tier I      | Non Tier I      | Non Tier I | Non Tier I | Non Tier I | Non Tier I               | Non Tier I               | Non Tier I               | Non Tier I               | Non Tier I               | Non Tier I               | Non Tier I               | Non Tier I               | 2T                       | V                        | QF                       | 1 / 3     | 8-2       |         |
| Montréal/Toronto     | A               | A               | A               | A          | SF         | QF         | 3T                       | 3T                       | 1T                       | SF                       | A                        | A                        | 1T                       | 2T                       | 2T                       | A                        | A                        | 0 / 9     | 13-9      |         |
| Mosca                | Non Tier I      | Non Tier I      | Non Tier I      | Non Tier I | Non Tier I | Non Tier I | Non Tier I               | A                        | V                        | 2T                       | A                        | A                        | A                        | A                        | 1T                       | V                        | A                        | 2 / 4     | 9-2       |         |
| Zurigo               | Non Tier I      | Non Tier I      | Non Tier I      | A          | QF         | F          | A                        | A                        | QF                       | SF                       | A                        | A                        | A                        | 1T                       | 1T                       | A                        | 1T                       | 0 / 7     | 9-7       |         |
| Filadelfia           | Non Tier I      | Non Tier I      | Non Tier I      | 2T         | F          | 2T         | Non Tier I/Non disputato | Non Tier I/Non disputato | Non Tier I/Non disputato | Non Tier I/Non disputato | Non Tier I/Non disputato | Non Tier I/Non disputato | Non Tier I/Non disputato | Non Tier I/Non disputato | Non Tier I/Non disputato | Non Tier I/Non disputato | Non Tier I/Non disputato | 0 / 3     | 5-3       |         |
| Carriera             |                 |                 |                 |            |            |            |                          |                          |                          |                          |                          |                          |                          |                          |                          |                          |                          |           |           |         |
| Titoli               | 0               | 1               | 3               | 1          | 0          | 2          | 0                        | 1                        | 4                        | 1                        | 2                        | 0                        | 0                        | 0                        | 1                        | 2                        | 0                        | 18        | 18        |         |
| Finali               | 0               | 1               | 3               | 2          | 5          | 4          | 1                        | 5                        | 5                        | 5                        | 1                        | 0                        | 0                        | 0                        | 2                        | 5                        | 1                        | 41        | 41        |         |
| Totale V–S           | 21-11           | 21-9            | 32-10           | 38-15      | 44-15      | 35-14      | 18-12                    | 48-19                    | 36-12                    | 42-20                    | 29-11                    | 6-8                      | 14-13                    | 23-17                    | 25-18                    | 39-12                    | 9-7                      | 18 / 223  | 480-208   | 480-208 |
| Vittorie %           | 66%             | 70%             | 76%             | 72%        | 75%        | 71%        | 60%                      | 72%                      | 75%                      | 68%                      | 73%                      | 43%                      | 52%                      | 58%                      | 58%                      | 76%                      | 56%                      | 69.77%    | 69.77%    |         |
| Ranking di fine anno | 107             | 26              | 13              | 12         | 5          | 5          | 20                       | 7                        | 7                        | 5                        | 7                        | 130                      | 52                       | 33                       | 29                       | 5                        | 79                       | 9793119 $ | 9793119 $ |         |

### Doppio nei tornei del Grande Slam
| Torneo          | 1990 | 1991 | 1992 | 1993 | 1994 | 1995 | 1996 | 1997 | 1998 | 1999 | 2000 | 2001 | 2002 | 2003 | 2004 | 2005 | 2006 |
| --------------- | ---- | ---- | ---- | ---- | ---- | ---- | ---- | ---- | ---- | ---- | ---- | ---- | ---- | ---- | ---- | ---- | ---- |
| Australian Open | A    | A    | A    | 1T   | A    | A    | A    | 1T   | A    | 1T   | F    | 3T   | A    | QF   | A    | A    | A    |
| Open di Francia | A    | QF   | QF   | 1T   | A    | A    | A    | 2T   | 1T   | SF   | V    | A    | A    | A    | A    | 2T   | A    |
| Wimbledon       | A    | A    | A    | A    | A    | A    | A    | 1T   | 1T   | A    | 2T   | A    | 3T   | A    | 3T   | A    | A    |
| US Open         | 2T   | 1T   | 1T   | A    | A    | A    | A    | 2T   | 1T   | SF   | 3T   | A    | A    | 3T   | A    | A    | A    |

### Doppio misto nei tornei del Grande Slam
| Torneo          | 1990 | 1991 | 1992 | 1993 | 1994 | 1995 | 1996 | 1997 | 1998 | 1999 | 2000 | 2001 | 2002 | 2003 | 2004 | 2005 | 2006 |
| --------------- | ---- | ---- | ---- | ---- | ---- | ---- | ---- | ---- | ---- | ---- | ---- | ---- | ---- | ---- | ---- | ---- | ---- |
| Australian Open | A    | A    | A    | 1T   | A    | A    | A    | A    | A    | A    | A    | A    | A    | A    | A    | A    | A    |
| Open di Francia | QF   | 3T   | QF   | 1T   | 2T   | 1T   | A    | A    | A    | A    | A    | A    | A    | A    | A    | A    | A    |
| Wimbledon       | A    | A    | A    | A    | A    | A    | 3T   | A    | A    | 2T   | A    | A    | A    | A    | A    | V    | A    |
| US Open         | A    | 1T   | A    | A    | QF   | SF   | A    | A    | A    | QF   | A    | A    | A    | A    | A    | A    | A    |